# 5676 Voltaire
5676 Voltaire è un asteroide della fascia principale interna. Scoperto nel 1986, presenta un'orbita caratterizzata da un semiasse maggiore pari a 2,485861 UA e da un'eccentricità di 0,176220, inclinata di 14,017558° rispetto all'eclittica. Ha un diametro di 10,433 km, un periodo di rotazione di 5,039 ore e un'albedo di 0,235.
L'asteroide è dedicato al filosofo francese Voltaire.